# Az elbűvölő hóember
Az elbűvölő hóember (eredeti cím: Hot Frosty) 2024-es amerikai karácsonyi romantikus filmvígjáték, amelyet Jerry Ciccoritti rendezett és Russell Hainline írt. A főbb szerepekben Lacey Chabert, Dustin Milligan, Katy Mixon Greer, Lauren Holly, Chrishell Stause, Joe Lo Truglio és Craig Robinson látható.
A film 2024. november 13-án jelent meg a Netflixen.

## Cselekmény
Kathy két évvel ezelőtt rákban vesztette el férjét, Pault. Férjével együtt nyitotta meg a Kathy's Cafe nevű éttermet Hope Springsben, ahol karácsonykor évente megrendezik a hószobor-versenyt. Kathy egy piros sálat kap ajándékba Meltől, aki Theóval együtt ruhaboltot vezet. Miután ezt a sálat az egyik hószoborra teszi, a szobor éjszaka életre kel.
A férfi csak a sálba burkolózva betör Mel boltjába, és felöltözik. Másnap reggel Kathy találkozik vele, aki a hideg hőmérséklethez képest vékonyan van felöltözve, és nem tudja a nevét. Mivel zavarodottnak hiszi a férfit, befogadja az étkezdében, és Jacknek nevezi el, miközben kollégái és barátai szerint a férfi veszélyes lehet. Hunter seriff és helyettese felveszi a nyomozást Mel boltjába történt betörés ügyében.
Jack elmondja Kathynek, hogy visszahozta őt az életbe, de Kathy ezt viccnek tartja, és elviszi egy orvoshoz hipotermia miatt. Ő azonban nem tud segíteni rajtuk, ezért Kathy magához veszi Jacket. A férfi bevallja neki, hogy ellopta a ruháit Meltől. A tévéből gyorsan megtanul különböző dolgokat, többek között azt is, hogyan kell pizzát sütni. Segítőkészségének köszönhetően hamar barátokra tesz szert Hope Springsben, és karbantartói állást kap az iskolában.
Jack bevallja Melnek és Theónak, ő tört be a boltjukba, így megjavítja a betört ablakot, miközben a seriff tovább keresi a tettest, és Jacket gyanúsítja. Jack meghívására Kathy elmegy vele az iskolai bálba, ahol közelebb kerülnek egymáshoz.
Hunter seriff végül letartóztatja Jacket, a magas hőmérséklet miatt azonban fennáll a veszélye, hogy elolvad a börtöncellában. Hope Springs lakói összefognak, hogy kihozzák Jacket a börtönből. Matthew, a seriff fia is odaadja a pénzét Jackért. A közösség Jack iránti szolidaritásától lenyűgözve a seriff szabadon engedi Jacket, és visszafizetteti az összegyűjtött óvadékot. Kathy csókja végül hús-vér emberré változtatja az egykori hóember Jacket, és kettejükből egy pár lesz.

## Szereplők
| Szerep                    | Színész              | Magyar hang         |
| ------------------------- | -------------------- | ------------------- |
| Kathy Barrett             | Lacey Chabert        | Csuha Borbála       |
| Jack Snowman              | Dustin Milligan      | Czető Roland        |
| Nathaniel Hunter seriff   | Craig Robinson       | Barabás Kiss Zoltán |
| Ed Schatz seriffhelyettes | Joe Lo Truglio       | Kerekes József      |
| Dottie                    | Katy Mixon Greer     | Kokas Piroska       |
| Jane Miller               | Lauren Holly         | Tallós Rita         |
| Mel                       | Sherry Miller        | Kovács Nóra         |
| Theo                      | Dan Lett             | Honti Molnár Gábor  |
| Mortimer                  | Allan Royal          | Imre István         |
| Brendan                   | Matthew Stefiuk      | Sörös Miklós        |
| Ethel                     | Helene Lohan Cameron | Hirling Judit       |
| Nicole                    | Sarah DeSouza-Coelho | Urbán-Szabó Fanni   |
| Isaac szakács             | Bobby Daniels        | Potocsny Andor      |
| Matthew                   | Shiloh Obasi         | Felvégi Bendegúz    |

### Magyar változat
- Magyar szöveg: Gáspár Bence
- Hangmérnök: Farkas László
- Vágó: Simkóné Varga Erzsébet
- Gyártásvezető: Gelencsér Adrienne
- Szinkronrendező: Bercsényi Péter
- Produkciós vezető: Kónya Andrea

A szinkront az Mafilm Audio Kft. készítette el.

## A film készítése
A filmet Jerry Ciccoritti rendezte és Russell Hainline írta. Joel S. Rice és Michael Barbuto a producerei. A főbb szerepekben Lacey Chabert, Dustin Milligan, Katy Mixon Greer, Lauren Holly, Chrishell Stause, Joe Lo Truglio és Craig Robinson. A forgatás 2024 áprilisában és májusában zajlott Kanadában, a forgatási helyszínek között volt Ottawa, Brockville és Pakenham.